# Hauwmossen
De hauwmossen (Anthocerotophyta) zijn kleine thalleuze planten, die gerekend worden tot de Embryophyta. Vroeger vormden de hauwmossen (historische naam: Anthecerotae) samen met de levermossen (Marchantiophyta, historische naam: Hepaticae) en de (blad)mossen (Bryophyta, historische naam: Musci) samen de stam van de mossen (in wijdere zin).

## Bouw

### Thallus
Hauwmossen lijken in de gametofytfase op thalleuze levermossen, maar als zij zonder concurrentie kunnen groeien zijn de planten vaak bijna cirkelrond. De bouw van het thallus van hauwmossen is eenvoudig, veel eenvoudiger dan dat van de levermossen parapluutjesmos en halvemaantjesmos. Kenmerkend is een epidermis en luchtkamers. 
Sommige soorten gaan een symbiotische relatie aan met Nostoc (een blauwwier), die de luchtkamers binnenkomt via scheuren in het oppervlak aan de onderzijde. De vrije gametofyt ziet er vettig uit. Een ander uniek kenmerk van deze stam is dat de plastiden een pyrenoïde bevatten en groot zijn in vergelijking met die van andere landplanten, die kleiner en lensvormig zijn.

### Geslachtelijke voortplanting
De archegoniën en antheridiën bevinden zich op het bovenoppervlak van het thallus. De archegoniën en antheridiën zijn echter niet goed afgescheiden van het thallus: zo is het archegonium gereduceerd tot de halskanaalcellen, die ingebed liggen in ongedifferentieerde thallusweefsel. Voor de antheridiën is de situatie vergelijkbaar.

### Sporofyt
De sporofyt is vrij complex, in tegenstelling tot de eenvoudige bouw van de gametangia. De sporofyt ontstaat door de groei van een intercalair meristeem (dat wil zeggen niet aan de groeitop liggend meristeem) vlak boven de voet van de sporofyt. Het sporekapsel heeft de vorm van een hoorn en heeft relatief weinig sporenvormend weefsel. Het kapsel heeft fotosynthetische weefsels en huidmondjes. Het kapsel is enigszins onbepaald, waarbij de sporen zich in verschillende ontwikkelingsstadia bevinden, en opent zich voortdurend langs de overlangse spleten. De sporen worden verspreid met behulp van pseudo-elateren.
| Fylogenetische stamboom van de Embryophyta naar Holt & Iudica |
| - Embryophyta (landplanten) - Marchantiophyta (Stotler & Crandall-Stotler 1977) (→ mossen s.l., bryofyten) - Haplomitriopsida - Treubiidae - Haplomitriidae - - Marchantiopsida - Blasiidae - Marchantiidae - Jungermanniopsida - Jungemanniidae - - Peliidae - Metzgeriidae - - Bryophyta (Schimper 1836) (→ mossen s.l., bryofyten) - - Sphagnopsida - Takakiopsida - - - Andreaeaobryopsida - Andreaeopsida - - Polytrichopsida - - Tetraphidopsida - - Buxbaumiopsida - Bryopsida - - Anthocerotophyta (Stotler & Crandall-Stotler 1977) (→ mossen s.l., bryofyten) - Tracheophyta, vaatplanten - † Rhyniophyta (Banks 1975) (→ pterofyten) - - - † Stam Zosterophyllophyta (Banks 1975) (→ pterofyten) - Stam Lycopodophyta (Cronquist & al. 1966) (→ pterofyten) - - † Stam Trimerophytophyta (Banks 1975) (→ pterofyten) - Euphyllophyta (Kenrick & Crane 1997) - † Klasse Cladoxylidopsida - - † Klasse Coenopteridopsida - - Stam Pteridophyta (Schimper 1879), varens - Lignophyta - † Orde Aneurophytales (→ progymnospermofyten) - - - † Orde Protopityales (→ progymnospermofyten) - † Orde Archaeopteridales (→ progymnospermofyten) - Spermatophyta, zaadplanten - † Klasse Lyginopteridopsida (→ zaadvarens) - - † Klasse Medullosopsida (→ zaadvarens) - - † Klasse Callistophytopsida (→ zaadvarens) - - Klasse Cycadopsida (→ naaktzadigen) - - † Klasse Peltaspermopsida (→ zaadvarens) - - - Stam Ginkgophyta (→ naaktzadigen) - - Stam Gnetophyta (→ naaktzadigen) - Orde Gnetales - Orde Ephedrales - Orde Welwitschiales - Stam Coniferophyta (→ naaktzadigen) - † Klasse Cordaitopsida - - † Klasse Voltziopsida - Klasse Pinopsida - - - † Klasse Caytoniopsida (→ zaadvarens) - † Stam Cycadeoidophyta (→ naaktzadigen) - Stam Angiospermophyta (Berry 1915), bedektzadigen - basale 'angiosperms' - - 'magnoliids', magnoliiden (Magnoliopsida) - - Monocotyledoneae ('monocots') - Dicotyledoneae ('eudicots') |
| niet-monofyletische groep (→ behoort tot de ...) wordt ook gerekend tot een polyfyletische groep |

## Vergelijking met mossen en levermossen
| Vergelijking van levermossen, mossen en hauwmossen. | Vergelijking van levermossen, mossen en hauwmossen. | Vergelijking van levermossen, mossen en hauwmossen.                                         | Vergelijking van levermossen, mossen en hauwmossen.                                     | Vergelijking van levermossen, mossen en hauwmossen. |
| Generatie, Kernfase ↓                               | Kenmerken                                           | Marchantiophyta Levermossen                                                                 | Bryophyta Mossen                                                                        | Anthocerotophyta Hauwmossen                         |
| --------------------------------------------------- | --------------------------------------------------- | ------------------------------------------------------------------------------------------- | --------------------------------------------------------------------------------------- | --------------------------------------------------- |
| Gametofyt, Haplofase                                | protonema                                           | thalleus                                                                                    | draadvormig                                                                             | bolvormig                                           |
| Gametofyt, Haplofase                                | mosknoppen                                          | slecht 1 mosknop op protonema                                                               | veel mosknoppen op protonema                                                            | slecht 1 mosknop op protonema                       |
| Gametofyt, Haplofase                                | mosplant is thallus of bebladerde spruit            | of bebladerde spruit meestal dorsivetraal, of eenvoudig thallus, of thallus met luchtkamers | bebladerde spruit, zelden duidelijk dorsivetrale bouw, (stengel en takken met blaadjes) | eenvoudig thallus                                   |
| Gametofyt, Haplofase                                | blad rangschikking                                  | 2 of 3 rijen of niet van toepassing                                                         | bladen verspreid, spiralen                                                              | (niet van toepassing)                               |
| Gametofyt, Haplofase                                | bladvorm                                            | 2- tot meerlobbig of n.v.toep.                                                              | bladen zelden gelobd                                                                    | (niet van toepassing)                               |
| Gametofyt, Haplofase                                | bladnerven                                          | afwezig (hoogstens schijnnerf)                                                              | 0, 1 of 2; soms complex gebouwd                                                         | (niet van toepassing)                               |
| Gametofyt, Haplofase                                | olielichaampjes                                     | aanwezig bij veel soorten                                                                   | afwezig (uitz.: Takakia)                                                                | afwezig                                             |
| Gametofyt, Haplofase                                | chloroplasten                                       | veel kleine chloroplasten per cel                                                           | veel kleine chloroplasten per cel                                                       | 1 enkele grote met pyrenoïde                        |
| Gametofyt, Haplofase                                | cellen voor watertransport                          | alleen bij enkele eenvoudige thalleuze vormen                                               | geleidend weefsel in stengel van de gametofyt (en in sporofyt)                          | geen                                                |
| Gametofyt, Haplofase                                | rizoïden                                            | hyalien, eencellig                                                                          | bruin, meercellig                                                                       | hyalien, eencellig                                  |
| Gametofyt, Haplofase                                | gametangia plaatsing                                | in clusters aan de top van bebladerde tak of op oppervlak van thallus                       | in clusters aan de top van bebladerde tak                                               | verzonken in het thallus, verspreid                 |
| Gametofyt, Haplofase                                | huidmondjes                                         | soms ademopeningen                                                                          | geen huidmondjes                                                                        | aanwezig                                            |
| Gametofyt, Haplofase                                | calyptra, huikje                                    | geen                                                                                        | frequent                                                                                | geen                                                |
| Sporofyt, Diplofase                                 | groeipunt                                           | driesnedige topcel                                                                          | driesnedige topcel                                                                      | meristeem                                           |
| Sporofyt, Diplofase                                 | kapselsteel (seta) ontwikkeling                     | strekt zich pas vlak voor het loslaten van de rijpe sporen                                  | strekt zich ruim voor de sporenrijping, soms een pseudopodium                           | (niet van toepassing)                               |
| Sporofyt, Diplofase                                 | kapselsteel kleur                                   | hyalien, niet fotosynthetisch                                                               | fotosynthetisch (groen)                                                                 | (niet van toepassing)                               |
| Sporofyt, Diplofase                                 | kapsel bouw                                         | ongedifferentieerd; bolvormig of verlengd                                                   | met peristoom, operculum, theca en nek                                                  | ongedifferentieerd; langwerpig                      |
| Sporofyt, Diplofase                                 | kapsel groei                                        | groei snel, beperkt, vaste grootte                                                          | groei langzaam, beperkt, vaste grootte                                                  | continue groei door basaal meristeem                |
| Sporofyt, Diplofase                                 | columella                                           | geen                                                                                        | aanwezig                                                                                | aanwezig                                            |
| Sporofyt, Diplofase                                 | steriele cellen tussen de sporen                    | elateren eencellig met spiraalverdikkingen                                                  | geen                                                                                    | pseudo-elateren: meercellig, vertakt                |
| Sporofyt, Diplofase                                 | openen van kapsel bij rijping                       | tanden of 4 kleppen                                                                         | operculum en peristoom, zelden met 2 spleten of 4 tanden                                | 2 kleppen                                           |
| Sporofyt, Diplofase                                 | huidmondjes                                         | geen                                                                                        | op sporenkapsel                                                                         | aanwezig                                            |

## Families en geslachten
De familie Anthocerotaceae omvat de geslachten:
- Anthoceros
- Folioceros
- Sphaerosporoceros

De familie Dendrocerotaceae omvat de geslachten:
- Dendroceros
- Megaceros
- Nothoceros
- Phaeomegaceros

De familie Leiosporocerotaceae omvat het geslacht:
- Leiosporoceros

Familie Notothyladaceae omvat de geslachten:
- Hattorioceros
- Mesoceros
- Notothylas
- Phaeoceros